# 日塞苏弗拉维尼
日塞苏弗拉维尼（法語：Gissey-sous-Flavigny，法語發音：[ʒisɛ su flaviɲi]，意为“弗拉维尼下方的日塞”）是法国科多尔省的一个市镇，位于该省中部，属于蒙巴尔区。

## 地理
日塞苏弗拉维尼（47°30'46"N, 4°35'26"E）面积10.29 平方千米，位于法国勃艮第-弗朗什-孔泰大區科多尔省，该省份为法国中东部省份，北起奥布省，西接涅夫勒省和约讷省，南至索恩-卢瓦尔省，东南接汝拉省，东临上索恩省，东北部与上马恩省接壤。
与日塞苏弗拉维尼接壤的市镇（或旧市镇、城区）包括：达尔塞、特尼塞、奥泽兰河畔弗拉维尼、弗罗卢瓦、欧特罗什。

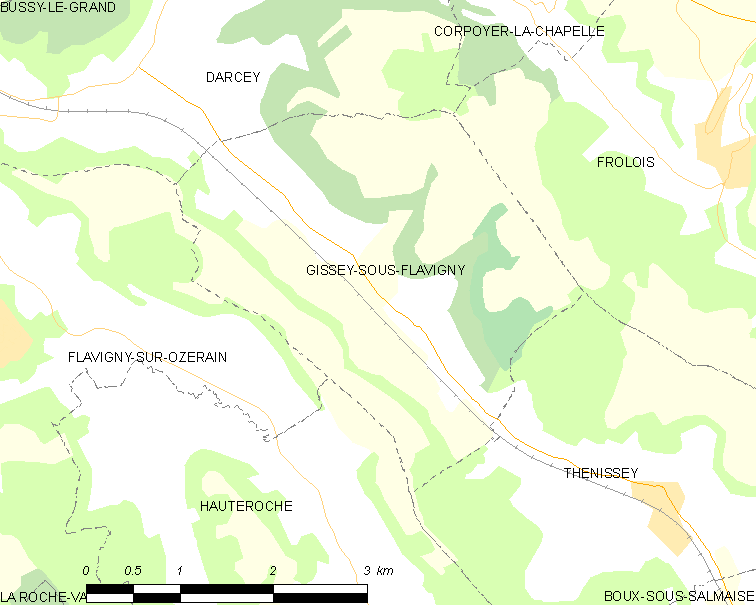
日塞苏弗拉维尼的OSM定位图

日塞苏弗拉维尼的时区为UTC+01:00、UTC+02:00（夏令时）。

## 行政
日塞苏弗拉维尼的邮政编码为21150，INSEE市镇编码为21299。

## 政治
日塞苏弗拉维尼所属的省级选区为蒙巴尔县。

## 人口

1962-2008年间日塞苏弗拉维尼人口变化图示

日塞苏弗拉维尼于2022年1月1日时的人口数量为93人。